# Uncinia tenuis
Uncinia tenuis là loài thực vật có hoa trong họ Cói. Loài này được Poepp. ex Kunth miêu tả khoa học đầu tiên năm 1837.